# ヤブスゲ
ヤブスゲ Carex rochebrunii はカヤツリグサ科スゲ属の植物の1つ。マスクサにとてもよく似ているが、雌しべが2本に分かれている点が異なる。

## 特徴
多年生の草本。匍匐枝は出さず、多数の茎を束になって生じ、大きな株になる。草丈は高さ30-60cmほどになる。葉幅は2-3mm。基部の鞘は暗褐色から栗色になる。
花期は5-6月で、花茎は鈍い稜があり、上の方で多少ざらつきがあるが、おおむね平滑で、8-10個以上の小穂をまばらにつける。小穂はすべて同じ型で頂小穂、側小穂といった区別はない。小穂には柄がなく、花茎の先端から5-13cm程度の間に小穂をつけ、小穂は下に行くほど互いに離れて着く傾向がある。小穂の基部から出る苞は鞘がなく、葉身はとてもよく発達して長さ7-25cmにもなる。その長いものは花序より著しく長くなる。小穂は雌雄性で、その長さの大部分は雌花で占められ、基部に少数の雄花が着いている。小穂の長さは0.6-1cm、淡緑色で長楕円形をしている。雄花鱗片、雌花鱗片は共に半透明で先端が尖っている。果胞は雌花鱗片より長くて長さ4-4.5mm、幅1.7-2mm、狭卵形で腹背に扁平で、稜の間に少数の脈があり、無毛。先端は次第に狭まって長い嘴になり、その嘴から果胞本体部の先の方1/3くらいまでは縁に鋸歯がある狭い翼がある。口の部分は2歯を持つ。痩果は果胞に密に包まれ、卵形で長さ1.5-1.8mmで柱頭は先が2つに分かれる。
和名はその生育環境に基づくものであるが、必ずしも藪に生えるものではないという。

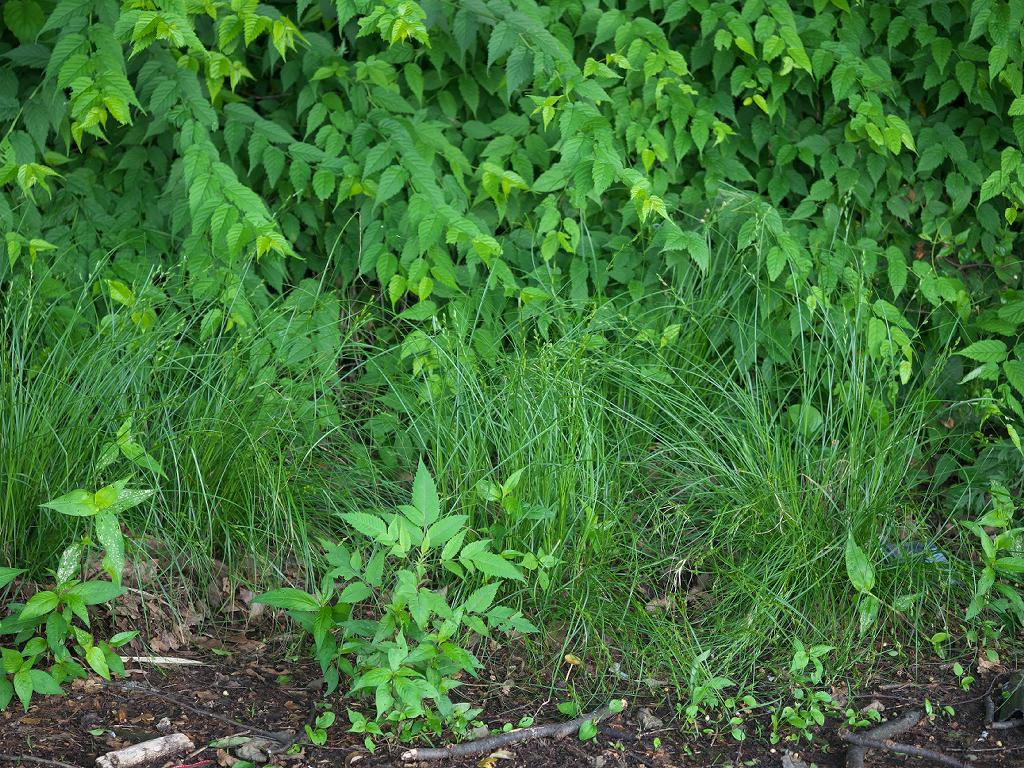
道路脇に繁茂する様子
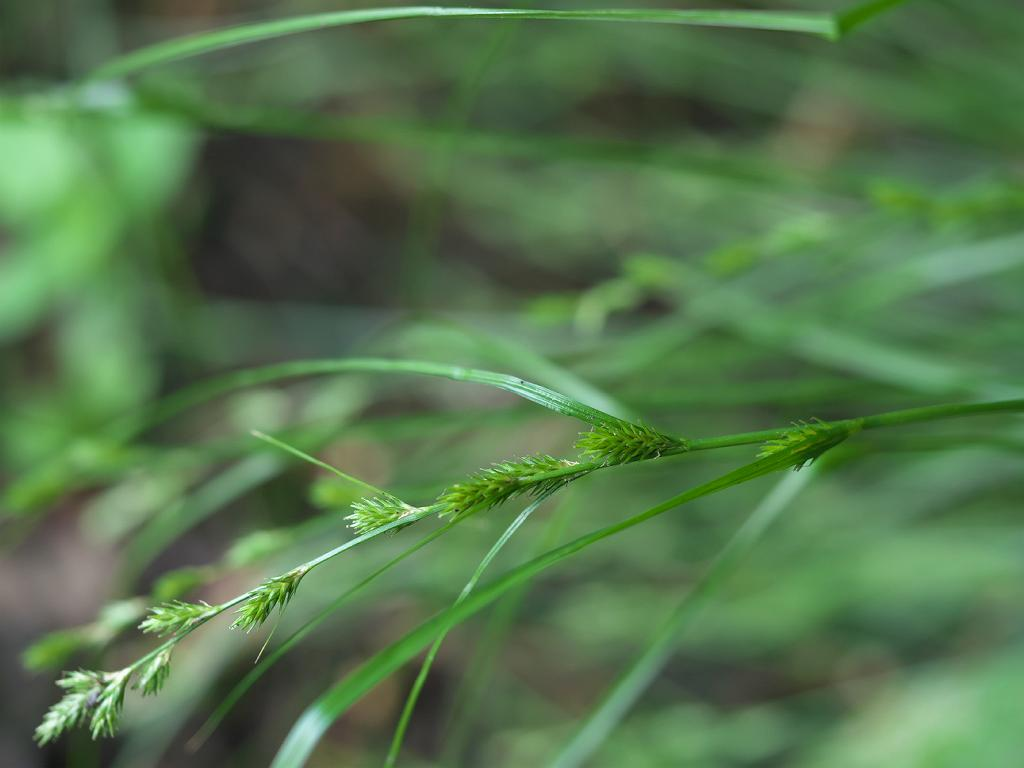
花序の様子
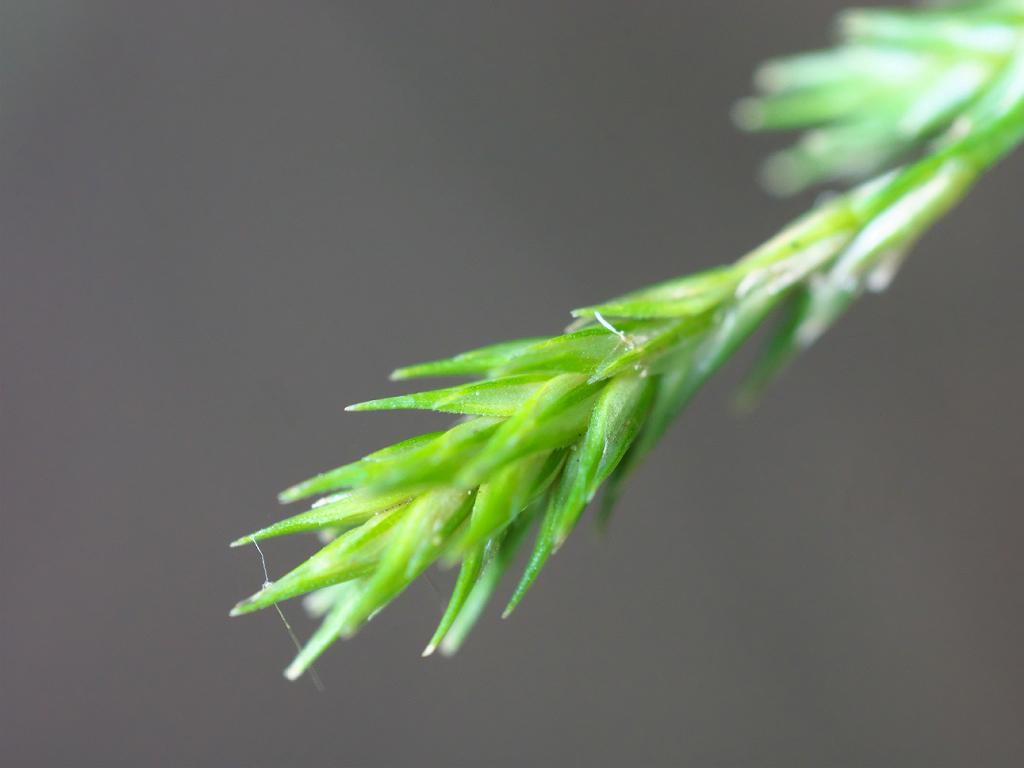
小穂の拡大像

## 分布と生育環境
日本では本州と四国で、国外では台湾、中国、マレーシアから知られる。本州での分布は中部地方以東とされ、岡山県でも記録はあるが、これは人工的な用水路で、他地域からの持ち込みの可能性がある、という。
平地から低山地までの草地から樹林下まで見られる。道ばたなどで見られることもある。

## 分類
匍匐茎を生じず、小穂はすべて雌雄性で柄がなく穂状花序を作ること、小穂の基部から出る苞は葉身がよく発達すること、果胞は翼があり、柱頭は2裂することなどの特徴から勝山(2015)ではヤブスゲ節 Sect. Remotae を立てており、日本では以下の種をここに含めている。
- C. planata
  - var. planata タカネマスクサ
  - var. angustealata ホザキマスクサ
- C. remotiuscula イトヒキスゲ
- C. rochebrunii ヤブスゲ
- C. senanensis ホスゲ

## 類似種など
上記のように同じ節とされているのは他に２種(と２変種)がある。そのうちホスゲは苞の葉身は最下の1～2枚を除いて発達しないこと、タカネマスクサ(とホザキマスクサ)は果胞が幅広く、また広い翼があることで区別出来る。イトヒキスゲは本種に似ているが小穂を3～7個しかつけないこと、葉幅が狭く、また小穂も果胞も一回り小さいことで区別出来る。
やっかいなのはマスクサで、節は異なるが外見が本種ととてもよく似ている。具体的には根茎が伸びず茎や葉が纏まって生じること、茎の高さ30～60cm、葉幅が3mm前後、全体に緑で滑らかであること、小穂が多数、苞の葉身が花序より長いこと、小穂の大きさと形などがほぼ共通している。細部を見ると違いは明瞭で、まずマスクサの柱頭は3裂、本種は2裂である。果胞はマスクサは倒卵形で幅広い翼があるのに対して本種は狭卵形で狭い翼がある。従ってしっかり調べれば区別はごく簡単である。にもかかわらず、上記のようにこの両者は非常によく似ており、外見ちょっと見ではほぼ同じに見える。また両者共に樹林内から人里近くの草地、道路脇にまで出現し、その生育環境もほぼ同じである。マスクサは本州から九州にまで分布し、各地で広く見られる普通種であり、さらに多分に多形的な種でもあり、混乱が生じやすい。

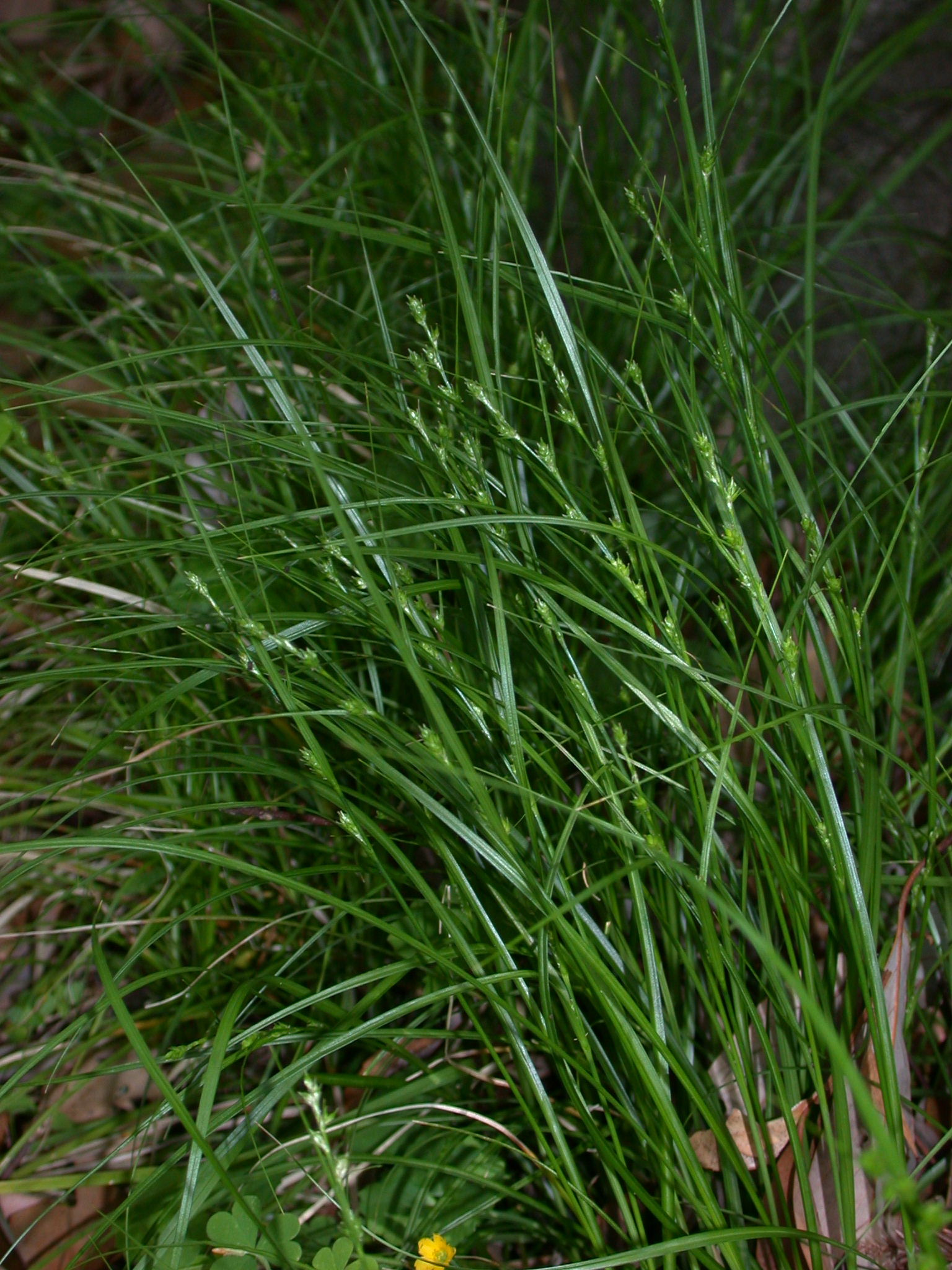
マスクサ
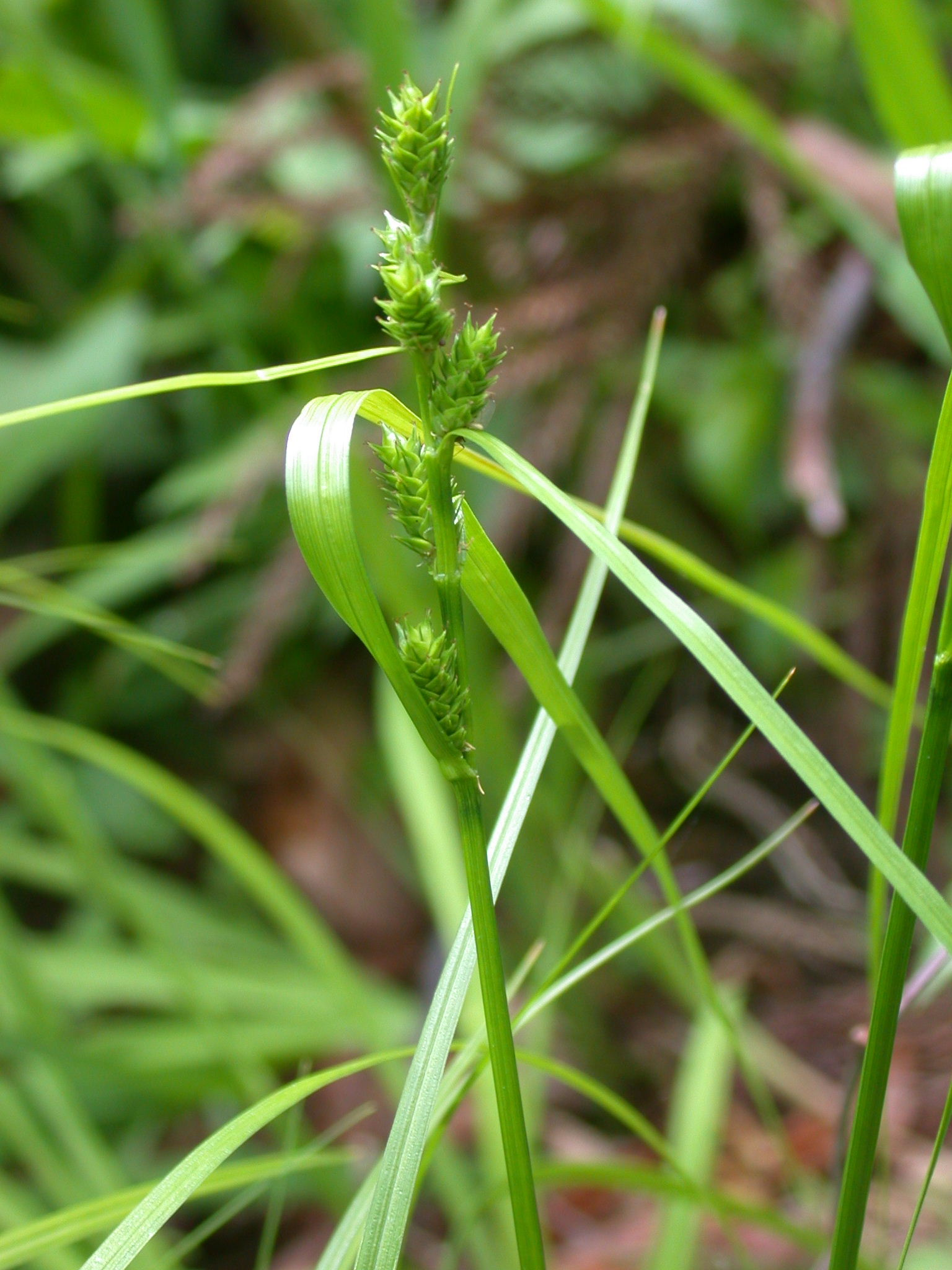
同・花序の様子

## 保護の状況
環境省のレッドデータブックでは取り上げられていないが、府県別では山形県、千葉県、静岡県、愛知県、それに京都府と兵庫県で何らかの指定がある。分布域の一番外側、ととれる。京都府では元々記録の例が少ない上に近年特に見られないようになったとしており、特に林道の開発によって生育地が失われること、さらに希少種であると気づかれないままに開発の影響を受けてしまうことを懸念している。